# レオポルト3世 (オーストリア辺境伯)
レオポルト3世（独: Leopold III., 1073年 - 1136年11月15日）は、バーベンベルク家のオーストリア辺境伯（在位：1095年 - 1136年）。オーストリア辺境伯レオポルト2世の子としてメルクに生まれる。事績はあまり多く知られていない人物と評される一方で、貴賎、聖俗問わず声望は高かったという。後に列聖され、レオポルト聖伯とも呼ばれる。

## 生涯
1095年より辺境伯となった。神聖ローマ皇帝ハインリヒ4世の娘でハインリヒ5世の姉アグネス（シュヴァーベン大公フリードリヒ1世の未亡人）と結婚し、バーベンベルク家の地位を高めた。1122年のヴォルムス協約締結においては政教両者の仲介に当たった。ハインリヒ5世の死によってザーリアー朝が断絶すると、次のドイツ王候補としてあげられたが、この推薦は辞退した。
教会へのパトロンとしていくつかの大修道院を設立したことでも知られる。クライン・マリアツェル修道院、1114年設立のクロスターノイブルク修道院（前身は1113年）、そして自身の子オットーのためにオーストリア最初のシトー会修道院であるハイリゲンクロイツ修道院を創設した。
1136年に死去。狩猟の最中に何らかの理由により死去したとされる。そして自身の設立したクロスターノイブルクのクロスターノイブルク修道院に埋葬された。1485年、インノケンティウス8世により列聖された。1663年より、ニーダーエスターライヒ州とウィーンの守護聖人となって崇敬を集めている。

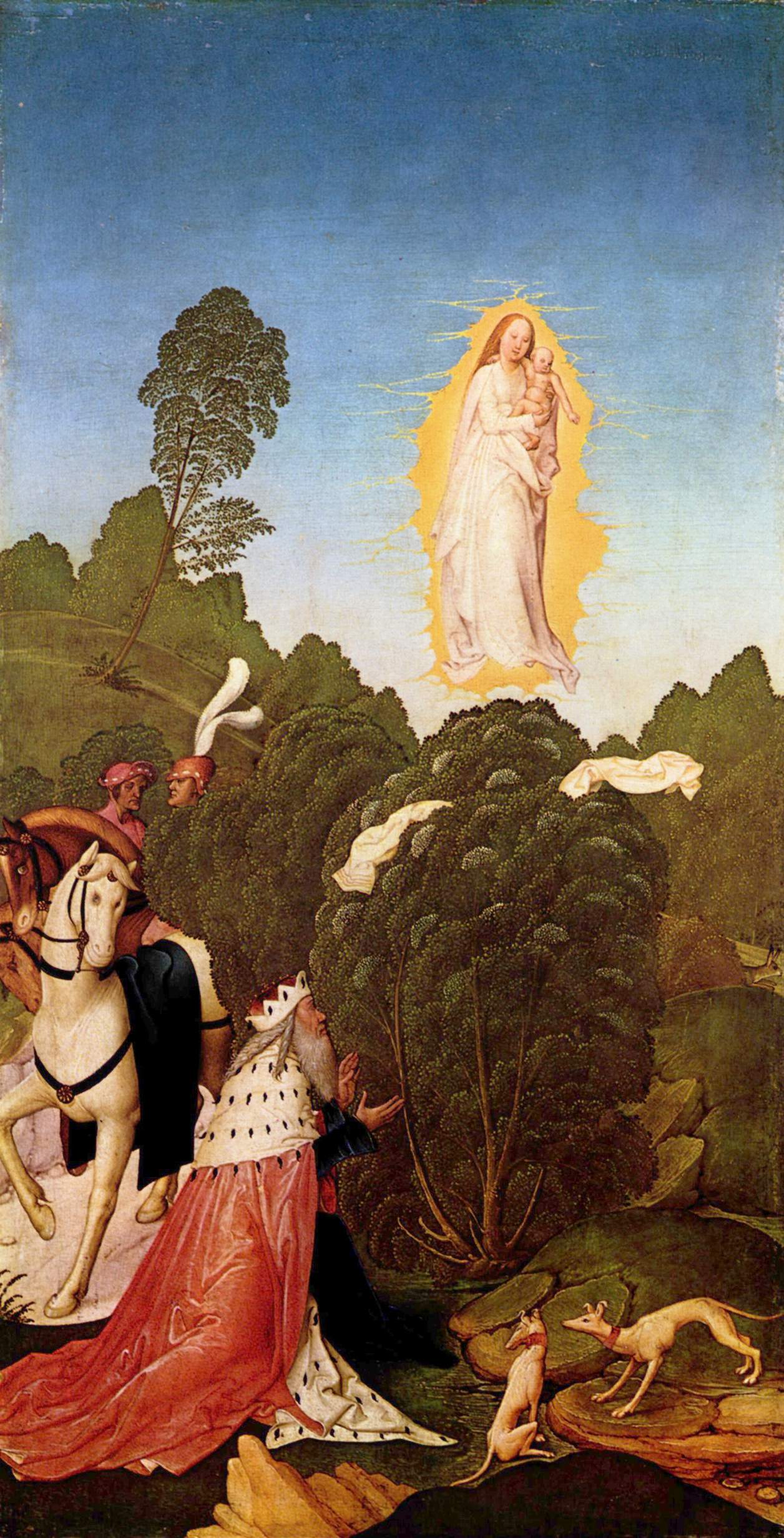
ベール伝承の祭壇画（1505年）、クロスターノイブルク修道院蔵

## 子女
2度結婚しており（アグネスは2人目の妻）、アグネスとの間だけでも18人の子をもうけた。本人も先述のドイツ王候補辞退の理由として、子の多さによる跡目争いの勃発を危惧していたという。
最初の妻アーデルハイト・フォン・ペルクとの間に1男がいる。
- アーダルベルト（1098/1107年 - 1137/8年） - 最初にポーランド大公ボレスワフ3世の娘といわれるアーデルハイトと結婚、1132年にハンガリー皇子アールモシュの娘ヘートヴィヒと結婚。

アグネスとの間に以下の成人した子がいる。
- ハインリヒ2世（1107年 - 1177年）
- レオポルト4世（1108年頃 - 1141年）
- ベルタ - レーゲンスブルク城伯ハインリヒ3世と結婚
- アグネス（1111年 - 1157年） - ポーランド大公ヴワディスワフ2世と結婚、「当代最高の美人の1人」と言われていた
- エルンスト（1137年以後に没）
- ウータ（1154年没） - ルイトポルト・フォン・プラインと結婚
- オットー（1114年頃 - 1158年） - フライジング司教、甥である皇帝フリードリヒ1世の伝記を著す
- コンラート2世（1125年頃 - 1168年） - パッサウ司教、ザルツブルク大司教
- エリーザベト（1143年没） - ヴィンツェンブルク伯ヘルマン2世と結婚
- ゲルトルート（1151年没） - ボヘミア王ヴラディスラフ2世と結婚
- ユディト（1110年代後半/1120年 - 1168年以後） - モンフェッラート侯グリエルモ5世と結婚

## 伝説
クロスターノイブルク修道院の縁起には「ベール伝承」というものがある。これはレオポルト3世とアグネスがなくしたベールを、9年後になくしたときのままの状態で森において再発見したことに感謝しその場所に修道院を創設したというものである。もっともこの伝承は14世紀後半頃から発生した伝説である。